# Glenea scripta
Glenea scripta är en skalbaggsart som beskrevs av Charles Joseph Gahan 1907. Glenea scripta ingår i släktet Glenea och familjen långhorningar. Utöver nominatformen finns också underarten G. s. discoplagiata.